# Paul Thomik
Paweł Thomik (Zabrze, 25 januari 1985) is een Duits-Pools voormalig voetballer die doorgaans speelde als rechtsback. Tussen 2004 en 2022 was hij actief voor Bayern München II, Unterhaching, VfL Osnabrück, Union Berlin, Górnik Zabrze, opnieuw VfL Osnabrück, Würzburger Kickers en SV Heimstetten.

## Clubcarrière
Thomik kwam nadat hij gespeeld had bij diverse kleinere clubs terecht in de jeugdopleiding van Bayern München. Aldaar werd hij in 2004 opgenomen in de selectie van het belofteteam, voordat hij een jaar later alweer vertrok, naar SpVgg Unterhaching. Bij die club was hij een vaste waarde in de defensie, wat hij in zijn volgende periode ook zou blijven, namelijk bij VfL Osnabrück. Via 1. FC Union Berlin kwam de rechtsachter vervolgens terecht bij Górnik Zabrze in zijn geboorteplaats. Die samenwerking werd echter geen succes. Nadat Thomik slechts acht duels had gespeeld in twee seizoenen tijd, werd hij verhuurd aan VfL Osnabrück. Na één seizoen nam die club hem ook definitief over en hij werd benoemd tot vice-aanvoerder van het eerste elftal. In 2015 verruilde Thomik Osnabrück voor Würzburger Kickers, waar hij zijn handtekening zette onder een verbintenis voor de duur van één seizoen. Na een jaar liet de Poolse Duitser Würzburg weer achter zich. In januari 2017, nadat hij een half jaar zonder werkgever had gezeten, ondertekende Thomik bij SV Heimstetten een contract tot medio 2019. In juli 2022 besloot Thomik op zevenendertigjarige leeftijd een punt te zetten achter zijn actieve loopbaan.